# Kamychlov
Kamychlov (en russe : Камышлов) est une ville de l'oblast de Sverdlovsk, en Russie, et le centre administratif du raïon Kamychlovski. Sa population s'élevait à 26 500 habitants en 2025.

## Géographie
Kamychlov est arrosée par la rivière Pychma, dans le bassin de l'Ob, et se trouve à son point de confluence avec la rivière Kamychlovka. Elle est située à 129 km à l'est de Iekaterinbourg et à 1 549 km à l'est de Moscou.

## Histoire
La ville a été fondée en 1668 comme l'ostrog Kamychlevski. Elle est connue à partir de 1687 comme le sloboda Kamychlovskaïa. Elle a le statut de ville depuis 1781.

## Population
Recensements (*) ou estimations de la population
| 1856  | 1897* | 1913   | 1926* | 1931   |
| ----- | ----- | ------ | ----- | ------ |
| 1 700 | 8 210 | 13 000 | 9 935 | 10 300 |

| 1939*  | 1959*  | 1970*  | 1979*  | 1989*  |
| ------ | ------ | ------ | ------ | ------ |
| 17 516 | 30 137 | 30 770 | 31 939 | 33 462 |

| 2002*  | 2006   | 2010*  | 2012   | 2013   |
| ------ | ------ | ------ | ------ | ------ |
| 28 914 | 28 384 | 26 870 | 26 983 | 26 782 |